# موچی (مجارستان)
موچی (به مجاری:  Mucsi) یک شهرداری در مجارستان است که در ناحیه تاماشی واقع شده‌است. موچی ۲۴٫۷۶ کیلومتر مربع مساحت و ۵۵۴ نفر جمعیت دارد.